# Brad (Hunedoara)
Brad (pronunciació en romanès: [brad]; en hongarès: Brád; en alemany: Tannenhof) és una ciutat del comtat de Hunedoara a la regió de Transsilvània de Romania. El seu nom prové de la paraula romanesa brad, "avet".

## Geografia
La ciutat es troba a la part nord del comtat, al peu de les muntanyes Metaliferi. Es troba a les valls del riu Crișul Alb i els seus afluents, Brad i Luncoiu. La ciutat administra cinc pobles: Mesteacăn ("bedoll"; Mesztákon), Potingani (Pottingány), Ruda-Brad (Ruda), Țărățel (Cerecel) i Valea Bradului ("la vall de l'avet"; Vályabrád).

## Història
A l'època romana es va començar a explotar una mina d'or a la zona i la ciutat es va desenvolupar al seu voltant. L'esment documental més antic de Brad data del 1445. La mineria d'or va estar activa fins al 2006. Hi ha un museu de l'or.

## Edificis i monuments
L'estació de ferrocarril de Brad està catalogada com a monument històric. A la plaça central de Brad hi ha una còpia del Llop Capitolí, a prop del Draco Daci.

## Demografia
La ciutat té 14.495 habitants segons un cens del 2011.
- Romanesos: 13.534 (97,3%).
- Romaní: 192 (1,38%).
- Hongarès: 127 (0,91%).
- Alemanys: 19 (0,13%).
- Altres: 33.

## Referències

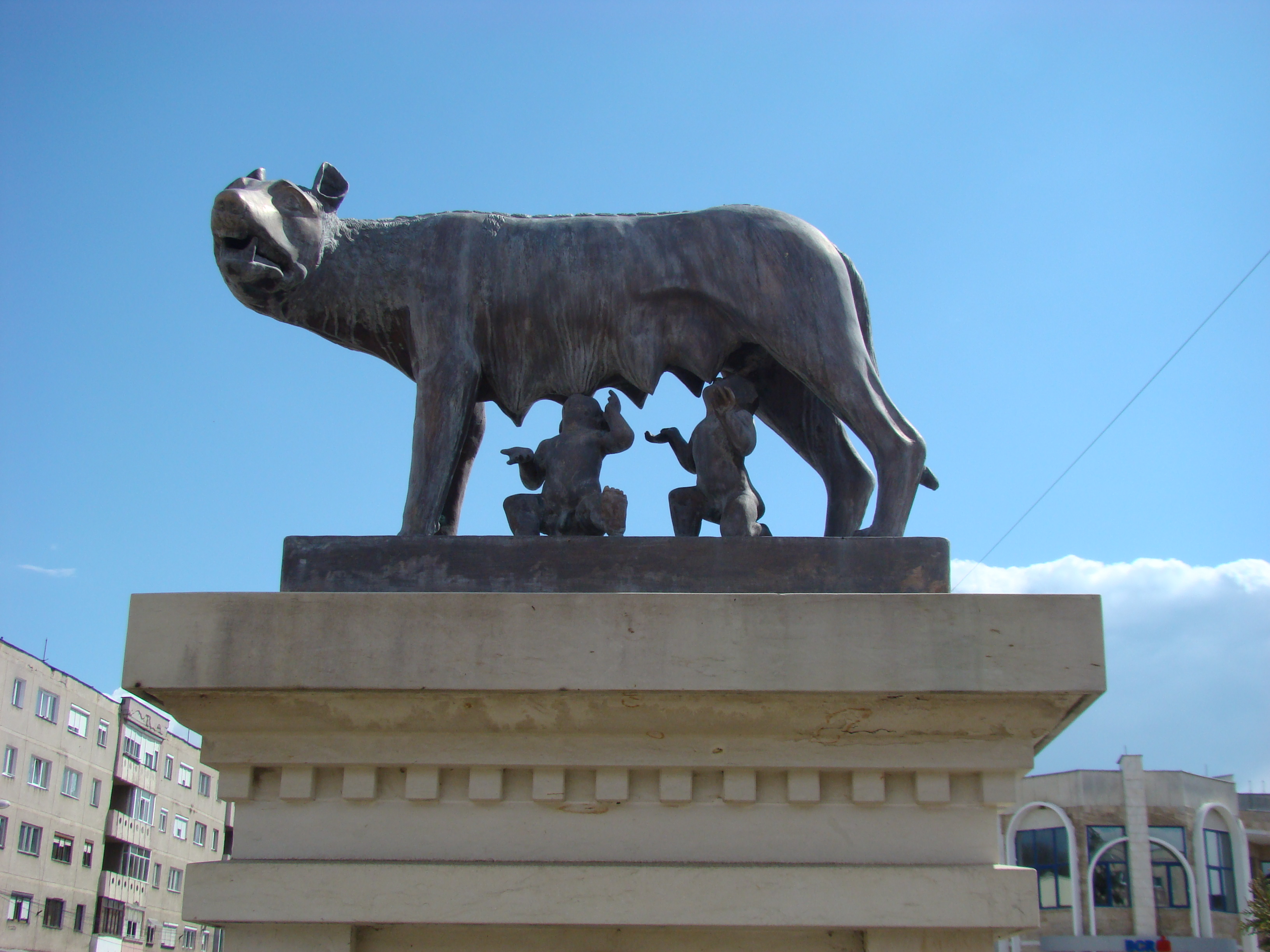
Llop Capitolí a Brad

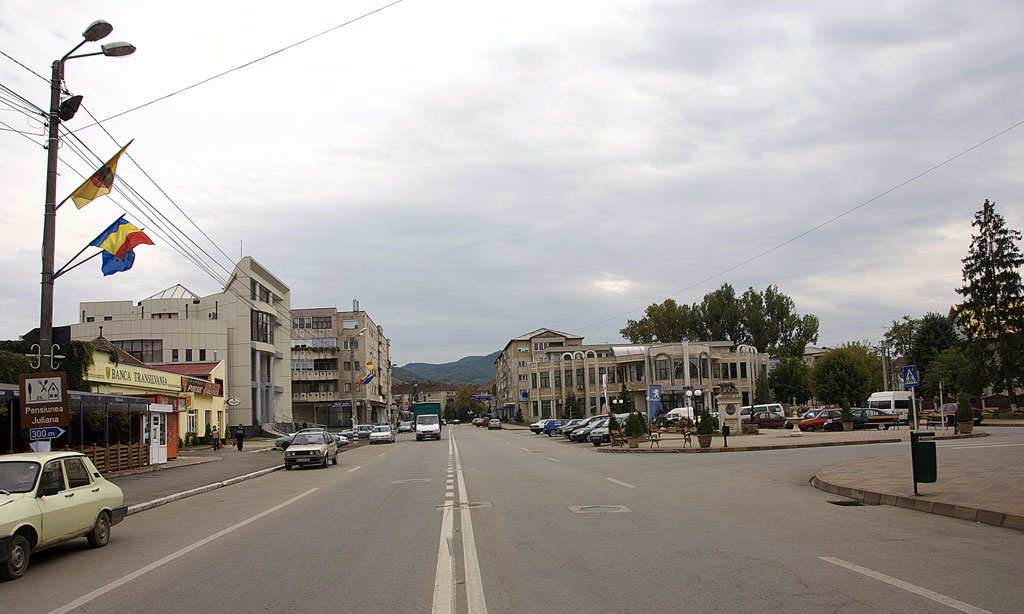
Carrer a Brad

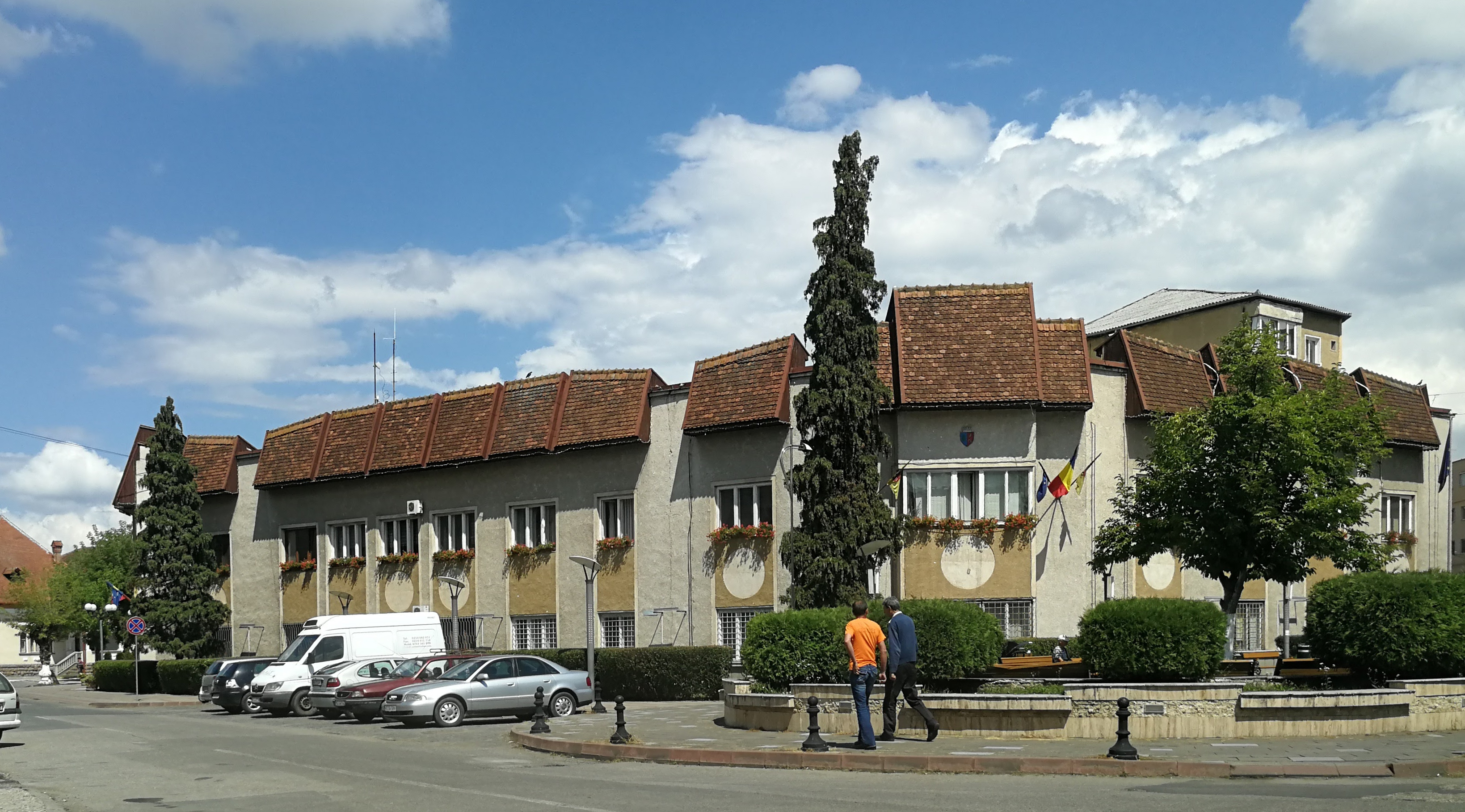
Vista de Brad

## Fills il·lustres
- Cătălin Bălescu
- Gavril Blajek
- Ilarion Felea
- Florin Maxim
- Teodor Meleșcanu
- László Pataky
- Ileana Stana-Ionescu